# Madiha al-Shaibani
Madiha al-Shaibani est une femme politique omanaise, ministre de l'Éducation depuis 2011.

## Influence
En 2015, Madiha al-Shaibani est 6e dans le classement des femmes arabes membres de gouvernement les plus puissantes, selon le magazine Forbes (édition du Moyen Orient).